# 薩摩宗治
薩摩 宗治（さつま むねはる、1970年〈昭和45年〉7月18日 - ）は、日本の柔道整復師。歯学学士。さつま骨格矯正鍼灸整骨院 総院長。

## 経歴
山口県出身。柔道整復の技術と歯学、オステオパシーテクニックとカイロプラクティックを融合した顔と体の同時矯正術を軸にセルフケア、ゆがみ予防の重要性を説いた「さつま式メソッド」を提唱。“顔の形が変わるセルフケア”「Mewing（ミューイング）」を提唱する、イギリスの矯正歯科医Dr.マイク・ミューと、ニューヨークで会合を行う。Dr.ミューと意見交換をし、本場のミューイングを日本人の骨格に合わせた方法で施術する。
独自メソッドをもとに、あごのゆがみをはじめ、数々の顔や体の悩みに効果をあげ、その技術はモデル・タレント、アスリートなどを顧客に持つ。“整形疑惑”が報じられたEXITりんたろー。の変化は薩摩による“切らずに整形級に変える”歪み小顔矯正術を施術を受けた結果であり、FUJIWARAの藤本敏史が小顔矯正体験したニュースも報じられるなど、独自のゆがみ改善技術がテレビ、ラジオ、雑誌等で取り上げられた。
あごとゆがみと歯の関係に注目し、43歳を超えて歯科大学に入学・卒業。歯学学士を取得。現場の臨床、セミナー開催等で後進の育成にも力を注いでいる。2016年、『顔の「ゆがみ」がなければ、あたなはもっと美しい！顔面筋革命』（講談社）を出版。2022年に『90秒 あご筋ほぐし』（世界文化社）を出版。共に重版されるヒットとなった。
さつま式の整形級に変わる矯正術は例が無く、アメリカ・ヨーロッパ各国から薩摩の施術を受けに来る顧客を持つ。

## 著書

### 単著
- 顔の「ゆがみ」がなければ、あなたはもっと美しい! 顔面筋革命　2016年11月　ISBN 978-4062998628
- 90秒 あご筋ほぐし 科学が実証！顔とカラダの不調を「あご」で一網打尽！　2022年12月　ISBN 978-4418224180

### 監修
- LAハリウッド式 美顔ヨガ: 小顔、シワ・たるみ取り、二重あご解消ほか顔の悩み根本解決!　2022年12月　ISBN 978-4058020456